# Wójtowo (gmina Kolno)
Wójtowo – wieś w Polsce położona w województwie warmińsko-mazurskim, w powiecie olsztyńskim, w gminie Kolno.
W latach 1975–1998 miejscowość należała administracyjnie do województwa olsztyńskiego.